# M1905 (銃剣)
M1905銃剣（M1905 Bayonet）は、アメリカ合衆国で開発された銃剣である。スプリングフィールドM1903小銃に元々組み込まれていたスライド式スパイク型銃剣を置き換えるために考案された。後に採用されたM1ガーランド小銃に着剣することも可能だった。

## 概要
M1905銃剣は、1903年に採用されたM1903小銃向けに設計されたナイフ型銃剣である。第二次世界大戦頃までスプリングフィールド造兵廠、ロックアイランド兵器廠、スミス・コロナなどで生産された。刃渡りは16インチ (41 cm)、握りは4インチ (10 cm)である。M1ガーランド小銃に着剣することも可能であった。さらに、1942年にM1ガーランドの生産体制が戦時増産体制に移行すると、これに追いつくべくM1905銃剣では木製だった握りの部分を樹脂製に改め生産性を向上させたものが設計された。このモデルは後にM1942銃剣と通称された。
1943年、アメリカ陸軍はより短い銃剣の有用性を認め、M1905およびM1942銃剣を回収し、刃渡りを10インチ (25 cm)まで切り詰めて再配備した。こうした短縮形のM1905銃剣はM1905E1銃剣（M1905E1 bayonet）と呼ばれた。また、新たに生産された10インチ銃剣にはM1銃剣（M1 Bayonet）の名称が与えられた。

## 歴史
1903年に採用されたM1903小銃は、元々銃本体に埋め込まれたスライド式のスパイク型銃剣を備えていた。この銃剣は小銃火力の増大から今後銃剣格闘の重要性は低下すると想像されていたこと、および非常に軽量かつ展開しやすいことから採用されたものである。しかし、1905年1月4日にはセオドア・ルーズベルト大統領はウィリアム・タフト陸軍長官に宛てた書簡の中で、M1903の銃剣について「あのスパイク型銃剣は私が知る内で最も貧相な発明だと言わねばなるまい」と批判した。これは日露戦争に際し日本軍に同行した観戦武官からの報告において、新たな戦術として展開された夜襲では銃火力の有効性が低下するため、再び銃剣の重要性が高まったとされていたことを踏まえたものだった。
1905年1月11日、新型銃剣の検討のためにスパイク型銃剣の製造が中断された。検討のために設置された委員会では、12インチ長スパイク型、3ないし4重溝付の18インチ長スパイク型、16インチ長ナイフ型、16インチ長ボロナイフ型、円匙の機能を付した特殊なボロナイフ型などが提案され、最終的に16インチ長ナイフ型銃剣が最も優れていると判断された。3月28日には委員会の判断が承認され、4月3日にはタフト長官が制式名称1905年型銃剣（Bayonet, Model of 1905）としての採用を承認した。
M1905銃剣のデザインは、スプリングフィールドM1892（国産化されたクラッグ小銃）用の10インチ長銃剣を踏襲していたものの、M1903が歩兵・騎兵両用銃として短銃身化されたことを踏まえて刃が延長されているほか、着剣装置がモーゼル式ではなくノルウェー製クラッグ小銃と同形式に変更されていた。この着剣装置は強度に問題があったため、1908年には全ての銃剣が改修を受けている。
第一次世界大戦前までは全ての金属部品を茶染処理（browning）した上で刃部のみ研磨されていた。参戦後は刃も茶染処理されたほか、1917年以降はパーカー処理が施されるようになった。
官営造兵廠によって製造されたM1905銃剣はウォールナット製の握りを備え、刃には武器省の記章と製造元を示すイニシャル、製造年、製造番号、そして官給品を示すU.S.の文字が刻印されていた。1905年以降、ロックアイランド兵器廠で1919年まで、スプリングフィールド造兵廠で1922年まで製造が行われた。この期間の総生産数はおよそ150万振りだった。
第二次世界大戦参戦後の1942年4月にはユニオンフォーク・アンド・ホー社（Union Fork and Hoe Co.）、ユーティカ・カトラリー・アンド・オニエダ社（Utica Cutlery, and Onieda, Ltd.）を始めとする民間メーカーでの製造が始まった。民間メーカー製の銃剣には番号の刻印がなく、握りは茶ないし黒の樹脂製に改められていた（M1942銃剣）。M1銃剣の採用を受け1943年5月に生産が終了するまでに1,540,578振りが製造された。
なお、騎兵らは近接戦闘用にリボルバーを用いており、M1905銃剣は支給されていなかった。

## 鞘
最初期のM1905鞘は、生皮（rawhide）の覆いと木製の本体、針金のベルト吊りを備えていた。M1910鞘では覆いの主な材質をカンバスに切り替えたが、切っ先に当たる部分にはやはり革が使われた。ベルト吊りは、より短いフック型のものに変更された。第一次世界大戦ではM1910鞘が主に使用され、M1917エンフィールド小銃用に設計されたM1917銃剣の鞘もM1905鞘の代替品として認められていた。M3鞘は、第二次世界大戦頃に開発された。M3鞘は、金属製の鞘口とグラスファイバー製の本体を備えており、M1910鞘と同形式のベルト吊りを備えた。